# Distretto di Nakasongola
Il distretto di Nakasongola è un distretto dell'Uganda, situato nella Regione centrale.